# Unidad táctica policial

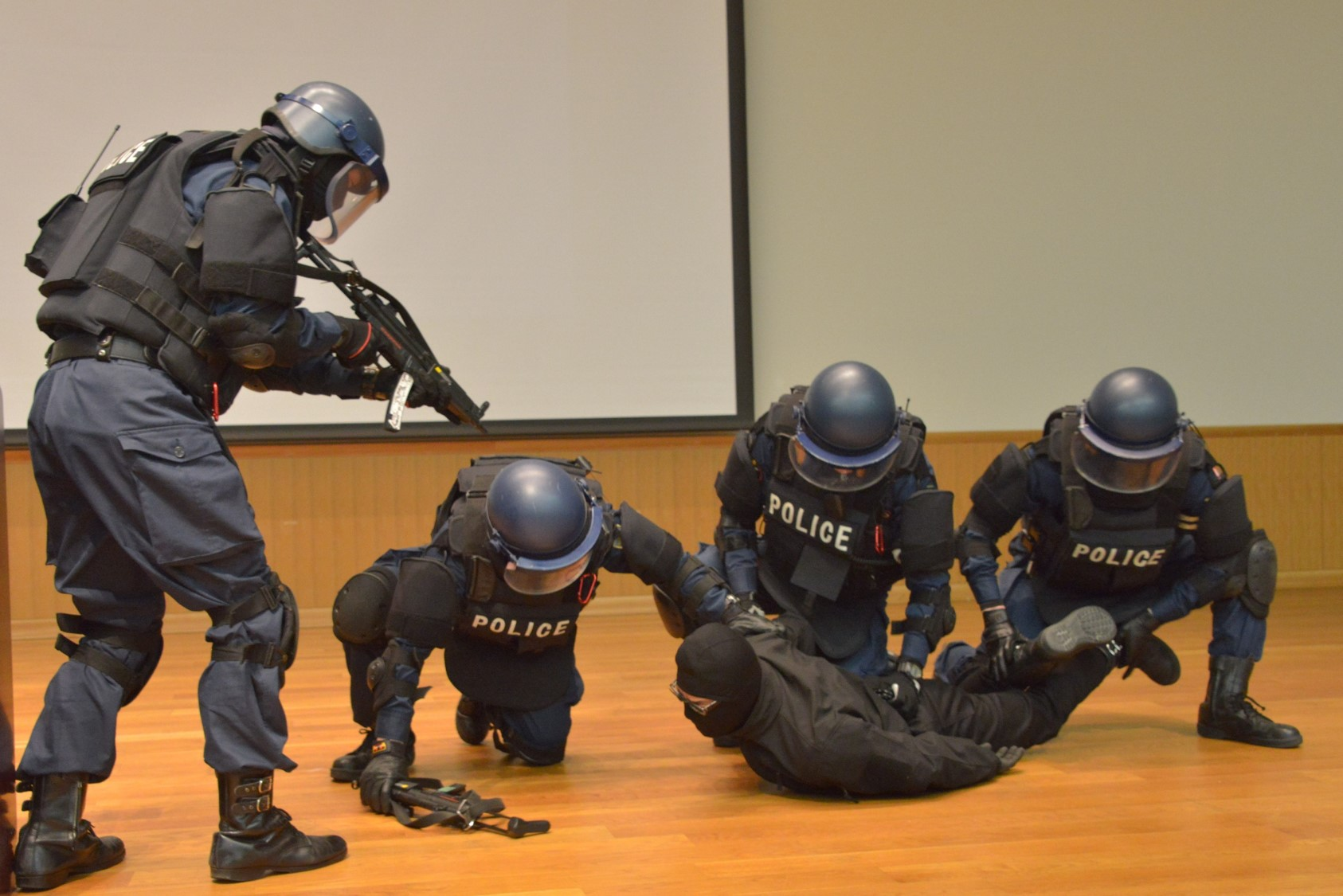
Agentes de la Unidad Antidisturbios de la Policía de la Prefectura de Osaka arrestan a un sospechoso durante un entrenamiento.

Una unidad táctica policial es una unidad policial especializada, entrenada y equipada para gestionar situaciones que están más allá de las capacidades de las unidades policiales ordinarias debido al nivel de violencia (o riesgo de violencia) involucrado. Una unidad táctica policial lleva a cabo órdenes de registro y órdenes de arresto contra personas peligrosas. Las unidades tácticas policiales también arrestan o neutralizan a personas armadas peligrosas o con problemas mentales; e intervienen en situaciones de alto riesgo como tiroteos, enfrentamientos, toma de rehenes e incidentes terroristas.

## Definición

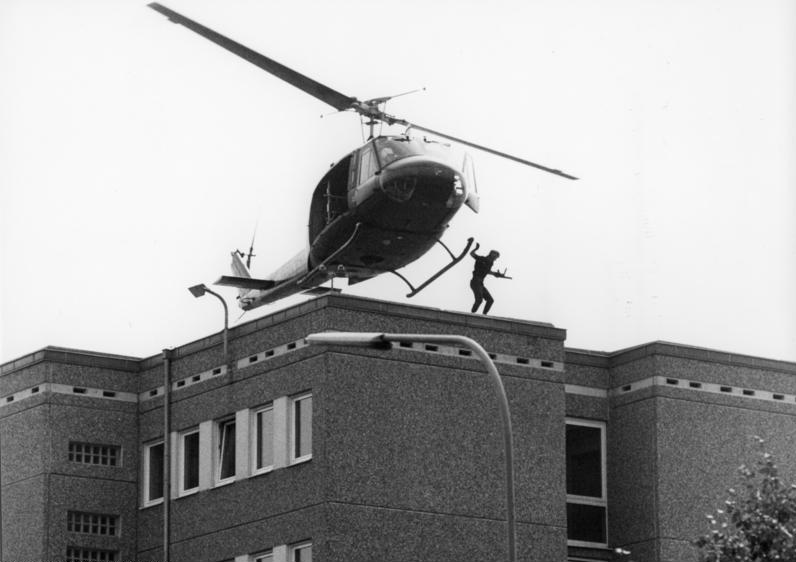
El GSG 9 (un operador y un helicóptero fotografiados en 1978) se creó en septiembre de 1972 después de la masacre de Munich para combatir el terrorismo y es una de las primeras unidades tácticas policiales.

Las unidades tácticas policiales son unidades especializadas formadas por personal que está entrenado en habilidades tácticas, así como en políticas de uso de la fuerza, incluyendo el uso de fuerza letal en la lucha contra el terrorismo. Una unidad táctica policial está equipada con equipo policial y militar especializado. También pueden contar con perros de asalto especializados en combate y personal entrenado como adiestradores caninos. El personal de la unidad táctica policial también puede recibir formación en negociación ante situaciones de crisis, si bien muchas veces el negociador de rehenes, al no ser parte del equipo táctico, es un expero ajeno a estas unidades.
Una unidad táctica policial puede ser parte de una fuerza policial bajo la autoridad de funcionarios civiles, o una fuerza estilo gendarmería bajo la autoridad de funcionarios civiles (Ministerio del Interior) o de un Ministerio de Defensa que puede tener estatus militar formal. Otros organismos gubernamentales, según el país, pueden establecer unidades especializadas con funciones, formación y equipo comparables, como la guardia fronteriza, la guardia costera, aduanas o los sistemas penitenciarios.
En Estados Unidos, las unidades tácticas policiales se conocen con el término genérico de equipo SWAT (armas y tácticas especiales). Este término se originó en los Departamentos de Policía de Filadelfia y Los Ángeles en la década de 1960. En Australia, el gobierno federal utiliza el término grupo táctico policial. La Unión Europea utiliza el término unidad de intervención especial para las unidades tácticas policiales antiterroristas nacionales.

## Caracterísicas

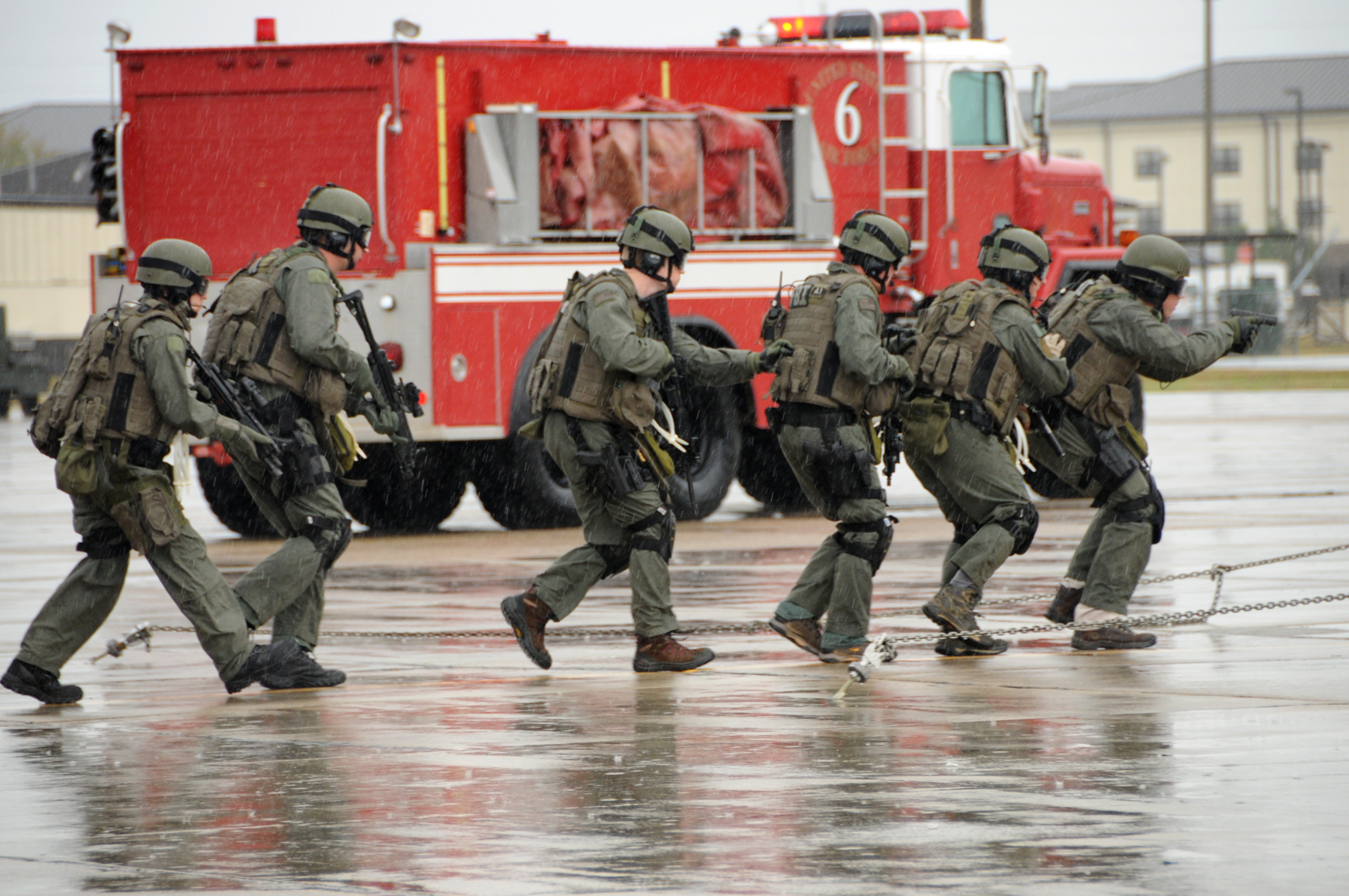
Un equipo SWAT del FBI durante un ejercicio de entrenamiento de secuestro de aviones en la Base de Keesler de la Fuerza Aérea en Mississippi.

Las unidades tácticas policiales presentan similitudes con las fuerzas especiales militares en cuanto a organización, selección, entrenamiento, equipamiento y metodologías operativas. Al igual que las unidades militares, las unidades tácticas policiales no presentan diversidad de género, siendo escasa la presencia de mujeres.
En ciertas operaciones antiterroristas, como el rescate de rehenes, existe una convergencia significativa de roles, tácticas y fuerza cuando se emplean tanto en un conflicto armado como en funciones policiales. Además de la lucha antiterrorista, las funciones de las unidades policiales y militares difieren en que la función de las unidades militares puede resultar en el uso de la máxima fuerza permisible contra combatientes enemigos, mientras que la función de las unidades policiales es usar solo la fuerza mínima suficiente para someter a presuntos delincuentes.